# La Ville-aux-Bois-lès-Pontavert
La Ville-aux-Bois-lès-Pontavert är en kommun i departementet Aisne i regionen Hauts-de-France i norra Frankrike. Kommunen ligger  i kantonen Neufchâtel-sur-Aisne som ligger i arrondissementet Laon. År 2022 hade La Ville-aux-Bois-lès-Pontavert 148 invånare.

## Befolkningsutveckling
Antalet invånare i kommunen La Ville-aux-Bois-lès-Pontavert
Referens: INSEE